# ۶۶ (پیش از میلاد)
۶۶ (پیش از میلاد) ۶۶مین سال قبل از تقویم میلادی است.